# Поплыгина
Поплыгина (Атлыкуль) — упразднённая в октябре 1972 года деревня в Каменском районе Свердловской области.

## География
Деревня располагалась на северо-западном берегу озера Атлыкуль.

## Этимология
В переводе с башкирского Атлыкуль — Лошадиное озеро (Ат — «лошадь», куль — «озеро»). Название Поплыгино появилось в начале XX века, вероятно, оно дано по роду Поплыгиных, которые здесь проживали. Данные о фамилии есть в похозяйственных книгах середины XX века, сейчас хранящихся в архивах Маминского села.

## История
В 1774 году жители деревни участвовали в Пугачёвском восстании.
В 1904 году в составе Маминской волости, Екатеринбургского уезда, Пермской губернии. В 1928 году в составе Маминского сельсовета, Покровского района, Уральской области. По состоянию на июль 1956 года, деревня Поплыгина входила в Троицкий Сельский Совет Покровского района. С 13 января 1965 года когда был образован Каменский район (Свердловская область), деревня относилась к Маминскому сельскому совету.
11 октября 1972 года Решением Облисполкома № 778 деревня была исключена из учётных данных
В деревне действовала православная часовня. Часовня Николая Чудотворца была построена в XIX веке и относилась к Троицкому Истокскому приходу. В советское время закрыта, в здании располагался магазин. После 1950-х заброшена, руинирована.

## Население
- По данным 1904 года — 40 дворов с населением 272 человека (мужчин — 127, женщин — 145), все русские, бывшие государственные[4].
- По данным переписи 1926 года было 70 дворов с населением 341 человек (мужчин — 159, женщин — 182), все русские[6].

## Галерея

Сохранившиеся каменные здания школы и часовни, а также вид на северо-западный берег
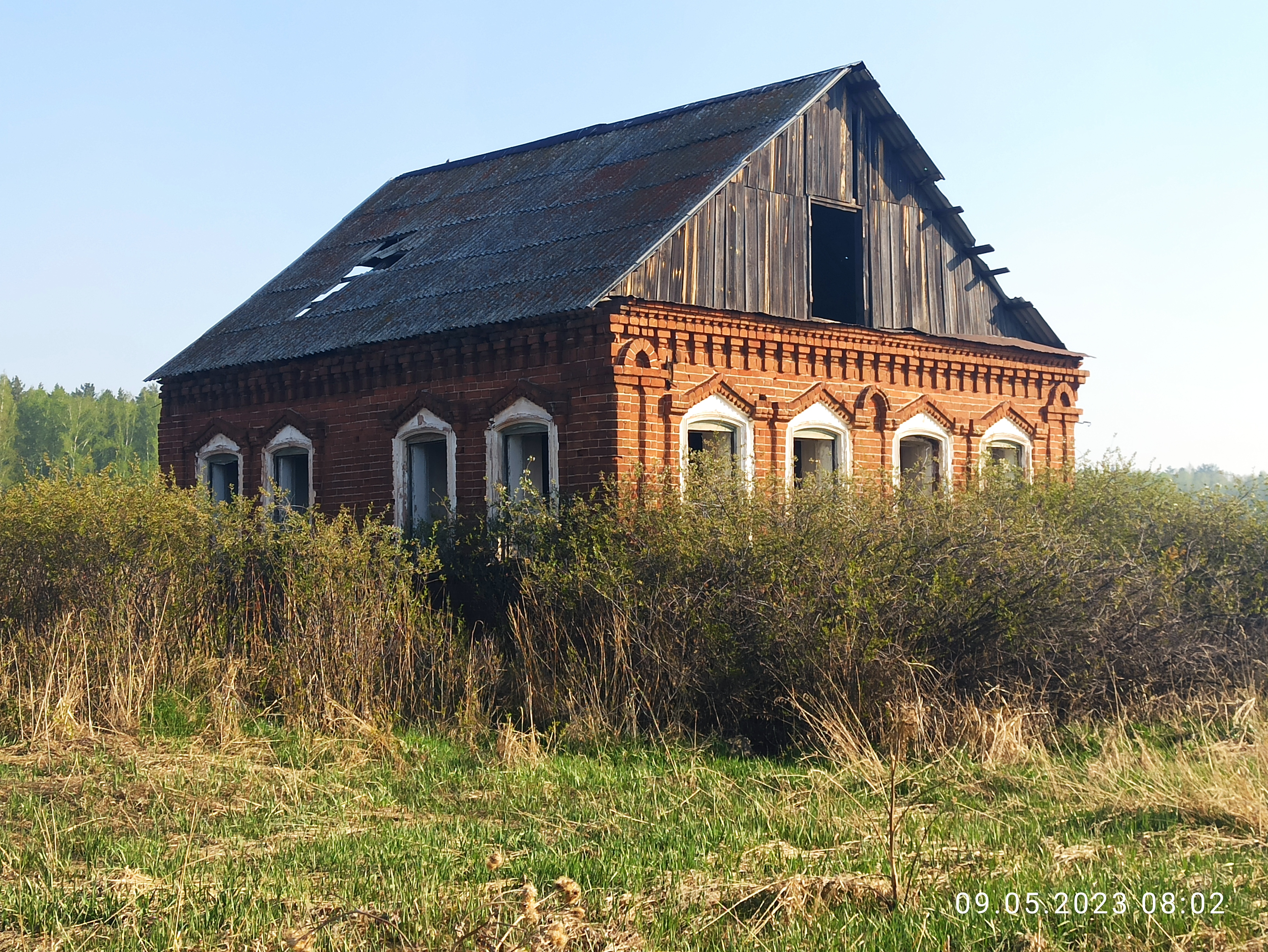
Юго-западный угол здания начальной школы; 2023 год
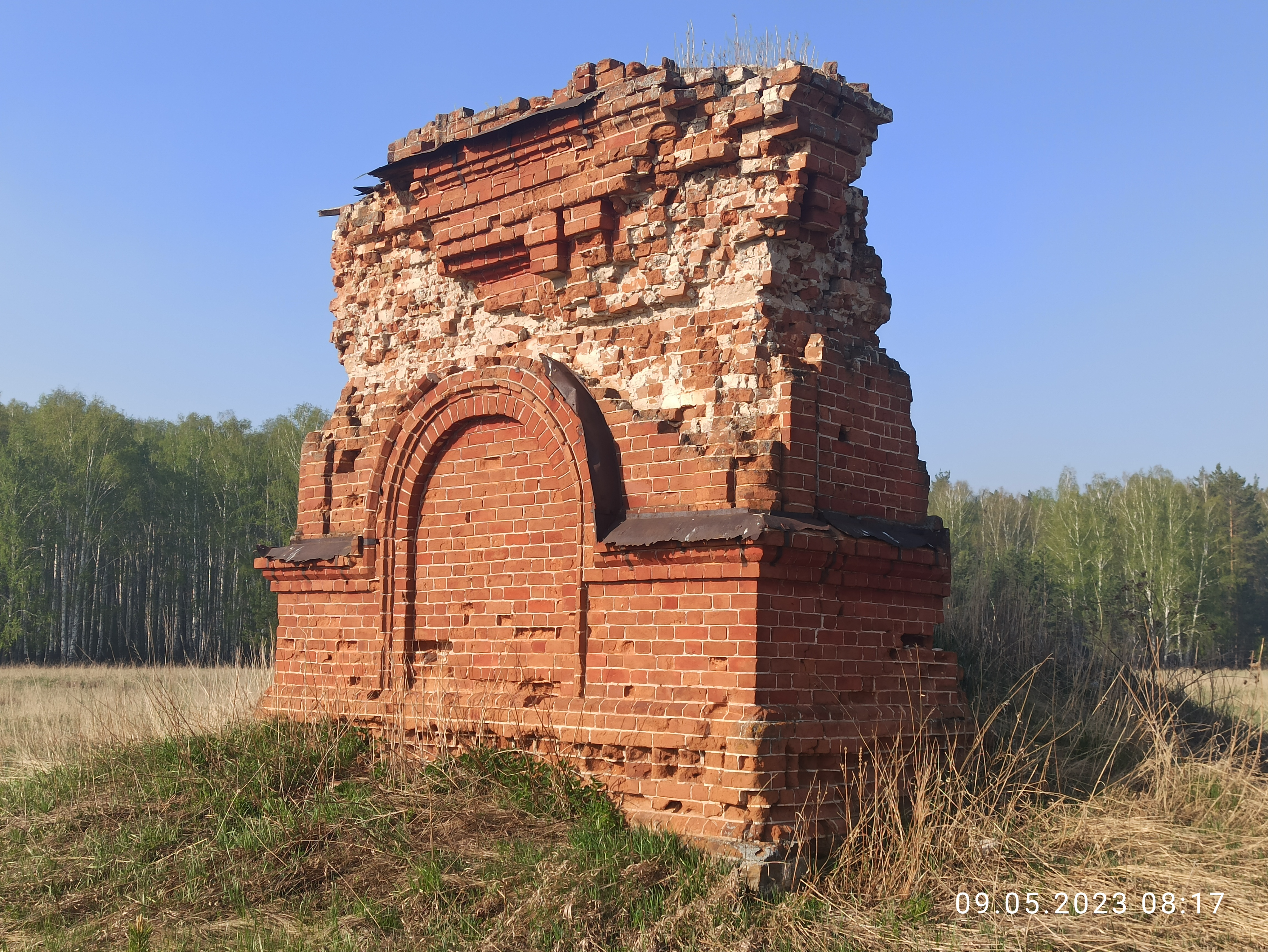
Восточный фасад часовни; 2023 год
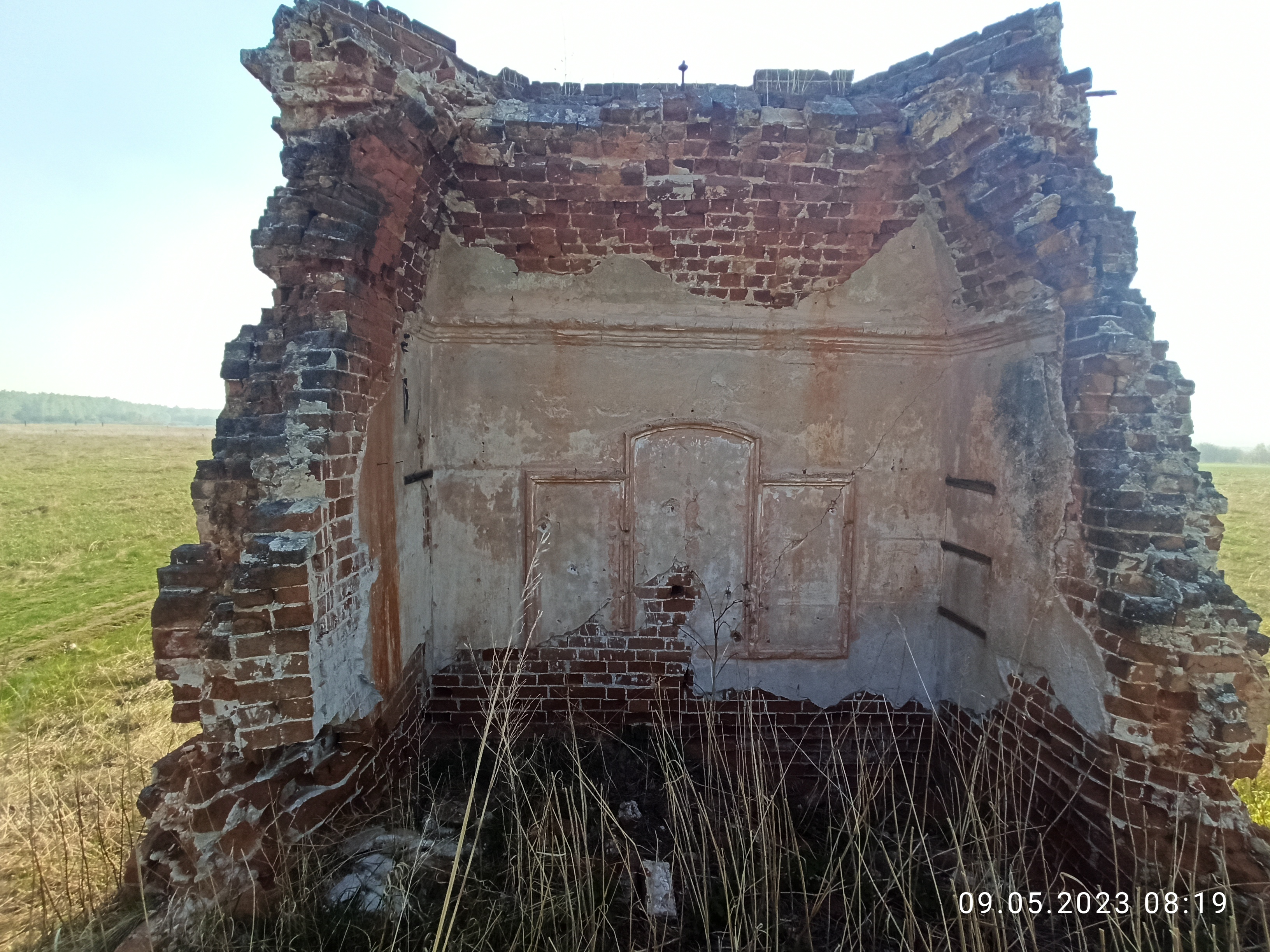
Алтарная часть часовни; 2023 год
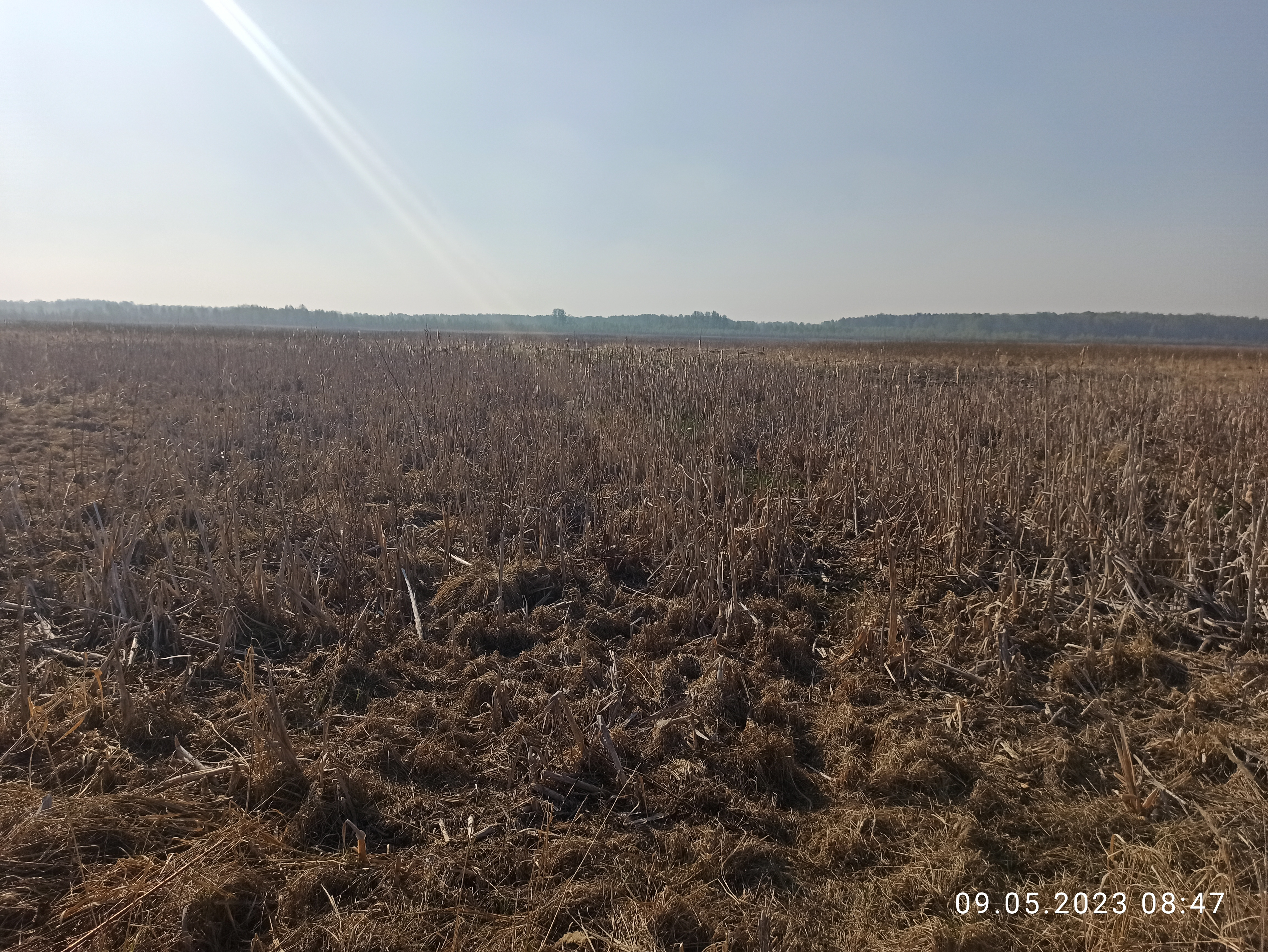
Пересохшая часть озера. Северо-западный берег; 2023 год